# Zorán-koncert – Budapest Sportaréna 2003 (DVD)
A Zorán-koncert – Budapest Sportaréna 2003 Zorán DVD-n megjelent koncertfelvétele. A koncertre 2003. április 25-én került sor a Budapest Sportarénában, és a hanganyaga CD-n is megjelent azonos címmel.

## Dalok
1. Nyitány
2. Nekem nem elég
3. 34. dal
4. Addig jó nekem
5. Apám hitte
6. Valahol mélyen a szívemben
7. Volt egy tánc
8. A szerelemnek múlnia kell
9. Úgy volt
10. Kell ott fenn egy ország
11. De nincs béke (Sed non est pax)
12. Mondd, hogy mindig így lesz majd
13. Hadd legyen
14. Szláv népdal
15. Amikor elmentél tőlem
16. Majd egyszer…
17. Mi kéne még?
18. Valaki mondja meg
19. Boldog idő
20. Egészen egyszerű dal

## Közreműködők
- Magyar Rádiózenekar: vezényel Vásáry Tamás főzeneigazgató, közreműködik Presser Gábor.

Készült a Vásáry Tamás vezető karnagy és főzeneigazgató által vezényelt Magyar Rádiózenekar, valamint Presser Gábor közreműködésével. A dalokat szimfonikus zenekarra hangszerelte: Presser Gábor, Malek Miklós, Wolf Péter, Holló Aurél.

## A zenekar
- Horváth Kornél: ütőhangszerek
- Sipeki Zoltán: gitárok
- Lattmann Béla: basszusgitár
- Orosz Zoltán: harmonika
- Kovács Péter: billentyűs hangszerek
- Gyenge Lajos: dobok
- Nádasi Veronika: vokál
- Óvári Éva: vokál
- Kabelács Rita: vokál
- Monori Gabi: vokál

## DVD-extrák
- Filmek az előkészületekről
- Három videóklip
- Választható kameraszögek
- Fotógaléria